# Alexander Reichstein

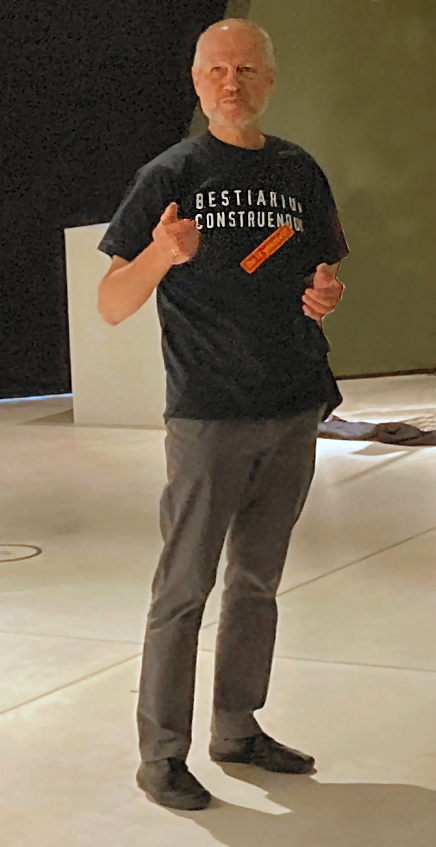
Alexander Reichstein, 2021

Alexander Reichstein (* 1957 in Moskau) ist ein russisch-finnischer Künstler, Illustrator und Designer. Schwerpunkt seiner Arbeiten ist Kunst für Kinder durch interaktive Ausstellungsprojekte, Skulpturen und Buchillustrationen.

## Leben und Werk
Alexander Reichstein wurde in einer russisch-jüdischen Familie in Moskau geboren. Sein Vater Alexander D. Reichstein war Linguistiker für die deutsche Sprache und seine Mutter Elena Mikhelevich war Übersetzerin und Lehrerin. Er besuchte eine Schule mit dem Sprachschwerpunkt deutsch. 1974 schloss er seine Schulzeit an der Kinderkunstschule Nr. 2 in Moskau ab. Danach war er bis 1977 in einem Moskauer Filmstudio als Künstler tätig. Zwischen 1977 und 1981 zeichnete er Illustrationen für Moskauer Verlage.
1981 heiratete Reichstein die Sprachwissenschaftlerin Ekaterina Protassova. Das Paar hat zwei Kinder.

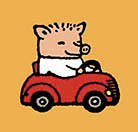
Illustrationsfigur Porosenok Petr von Alexander Reichstein

Von 1976 bis 1982 studierte Reichstein Printmediendesign und Illustration am Moskauer Polygraphischen Institut, der heutigen Staatlichen Universität für Druckwesen Moskau. Während des Studiums spezialisierte er sich auf die Illustration von Kinderbüchern. Anschließend war er bei verschiedenen Moskauer Verlagen tätig, bei denen er Bücher für Kinder und Erwachsene gestaltete sowie illustrierte. Beim russischen Kunstverlag Iskusstvo war er ab 1982 für drei Jahre als Artdirector beschäftigt.
1990 ging Alexander Reichstein mit seiner Familie nach Helsinki in Finnland, wo seine Ehefrau eine Stelle als Sprachforscherin angetreten hatte. In einem finnisch-russischen Kindergarten, in dem seine Ehefrau Sprachforschungen an bilingualen Kindern durchführte, schuf Reichstein große dreidimensionale Werke für Kinder. Sie markieren den Beginn seine bildhauerischen Tätigkeit sowie seiner Materialexperimente. Im Kinderkunstzentrum Voipaala bei Valkeakoski, einem früheren Gutsgelände mit Herrenhaus, schuf Reichstein mit anderen Künstlern mehrere Installationen und Ausstellungsprojekte, wie Sweet Horror, Life from Trash, Junk Town, Musical Clockwork und Fantastic Garden.
Erste Aufträge zu Ausstellungsarbeiten erhielt Reichstein vom Tikanoja Kunstmuseum in Vaasa. Dies führte zu den Arbeiten Void und Feather Island (Die Federinsel), für die er 1998 mit der Topelius-Jubiläumsmedaille ausgezeichnet wurde.
Von 1991 bis 1993 absolvierte Reichstein ein Praktikum an der University for Art and Design Helsinki. Dort hatte er 1992 und 2006 jeweils zweijährige Gastprofessuren inne. Heute führt er Workshops, Happenings, Ausstellungen und Installationen durch und gibt Kunstkurse. Im Auftrag von Museen übernimmt er das Ausstellungsdesign, wie 2020 zum 75-jährigen Jubiläum der Mumins-Figuren der finnlandschwedischen Schriftstellerin Tove Jansson im Finnischen Nationalmuseum. Darüber hinaus illustriert er Kinderbücher für Verlage im internationalen Bereich. Die Werke von Alexander Reichstein sind in Sammlungen in Europa sowie in Israel und den USA zu sehen. Ausgestellt wurden seine Kunstwerke in verschiedenen europäischen Ländern sowie Japan. Die am meisten gereiste Ausstellung von Alexander Reichstein ist Paddington, Pooh and Baloo mit einem Bärenhaus und Bärenfiguren. Sie tourte durch Städte in Deutschland, Luxemburg, Italien, Spanien und Finnland, wo sie unter dem Namen Teddy Books und Book Teddies firmiert.

### Hauptwerke
Den Durchbruch in der öffentlichen Wahrnehmung gelang Reichstein 2004 mit der interaktiven Ausstellung Bestiarium Construendum, die zu seinen Hauptwerken zählt. Sie wurde zuerst im Amos Anderson Kunstmuseum in Helsinki gezeigt. Es handelt sich um eine Mitmach-Ausstellung aus großen Bausteinen, die die Form von Körperteile von Menschen und Tieren haben. Darunter befinden sich unter anderem Löwen, Krokodile, Fische und Pferde. Aufgrund ihrer Farbe und Oberfläche wirken die Teile antik und erscheinen wie Relikte vergangener Kulturen. Durch das Zusammensetzen der Bausteine können Museumsbesucher Skulpturen von Fabelwesen erschaffen.

Bestiarium Construendum
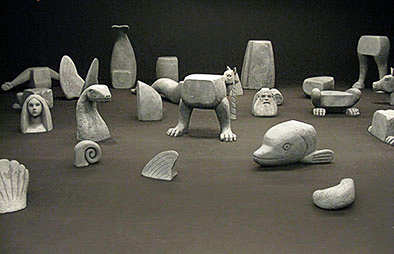
Die Einzelteile der Ausstellung
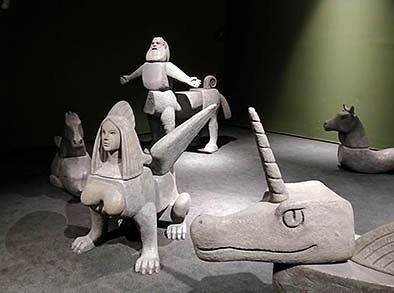
Mehrere geschaffene Figuren
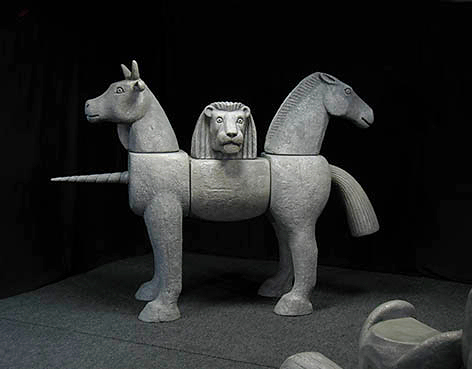
Aus den Einzelteilen zusammengesetzte Figur
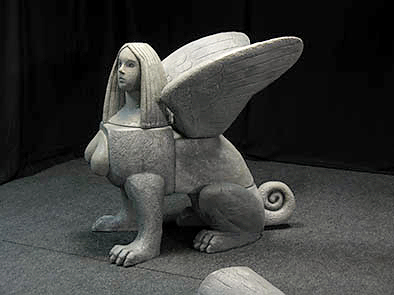
Eine weitere, zusammengesetzte Figur
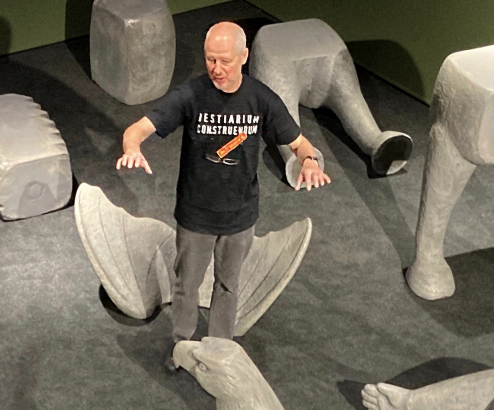
Alexander Reichstein in der Ausstellung, 2021

Ein weiteres Hauptwerk ist die Skulptureninstallation Mare Nocturnum zur Mystik der Tiefsee. Sie war zuerst 2002 auf einem ehemaligen Wasserturm in Kotka zu sehen und befand sich 2004 in den unterirdischen Räumen des Retretti-Kunstzentrums bei Punkaharju. Die Installation besteht aus dreidimensionalen Figuren, die aus Maschendraht gefertigt und mit einer Farbe besprüht sind, die nachts im UV-Licht blau fluoresziert. Die dreidimensionalen Figuren stellen Meerjungfrauen, Seepferdchen, Pferde mit Fischschwänzen und Tritonen als Wesen aus der Unterwasserwelt dar.
Zu den Hauptwerken von Reichstein zählt auch Alma Terra in Form einer 40 m² großen modellierten Patchwork-Landschaft aus Stoff. Auf ihr können Kinder spielen und krabbeln. Die Landschaft erinnert an die in Russland verehrte Mutter Erde, die auch in den Mythologien anderer Länder vorkommt.

### In Deutschland

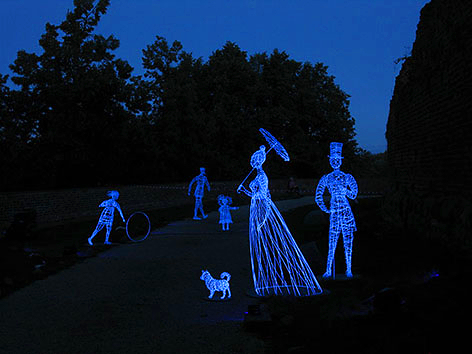
Figuren des Lichtkunstwerks They were here von Alexander Reichstein

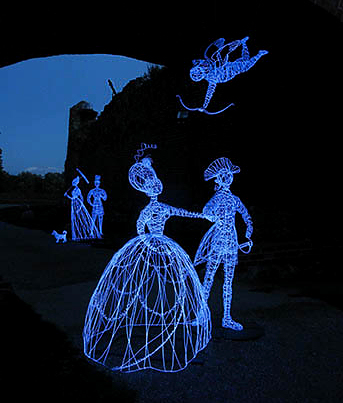
Weitere Figuren von They were here

In Deutschland finden sich einzelne dauerhafte Kunstobjekte und Designs von Alexander Reichstein. Dazu zählen die Plastik Matryoshka in einem deutsch-russischen Kindergarten in Berlin-Lichtenberg von 2016 und das Fassadendesign eines deutsch-russischen Kindergartens in Berlin-Marzahn von 2010 als Hommage an Friedensreich Hundertwasser.
Reichsteins Ausstellungsprojekte werden auch in Deutschland gezeigt, was mit der Installation The Nest 1996 in Berlin begann. Seine interaktive Ausstellung Bestiarium Construendum befand sich 2015 im Landesmuseum Natur und Mensch Oldenburg und im Staatlichen Museum für Naturkunde Stuttgart sowie 2021 im Forschungsmuseum Schöningen.
2019 nahm Reichstein am Berliner Festival of Lights mit den  Lichtkunstwerken Time to Fly und Metamorphoses sowie They were here (auch bekannt als Mystical Guests und Ghostly Guests) teil, die in den Gärten der Welt im Ortsteil Marzahn gezeigt wurden. 2021 war er mit seiner Installation They were here beim Lichtkunstfestival FestungsLeuchten auf der Festung Ehrenbreitstein in Koblenz und 2022 im Berliner Nikolaiviertel vertreten.

## Einordnung
Reichsteins Arbeiten befassen sich vor allem mit Kunst für Kinder. Zitat:
„Kunst beschäftigt sich mit den grundlegenden Fragen des Lebens und Künstler sind die größten Kinder. Beim Spielen erkundet man die Mysterien unserer Existenz: Wer bin ich? Wo komme ich her?“
Laut der finnischen Kunsthistorikerin und Journalistin Marjatta Hietaniemi hat Alexander Reichstein seit den 1990er Jahren die finnische Kinderkultur erweitert. Er führte die Interaktivität ein und machte sie zu einem künstlerischen Genre. Darüber hinaus brachte er osteuropäische Einflüsse in die finnische Kinderbuchillustration.
Marjatta Hietaniemi bewertet Reichsteins Stil so, dass er variiert. Reichstein reproduziere diejenigen Stile aus der Kunstgeschichte, die er für ein Werk oder eine Ausstellung braucht. Dies ist beispielsweise beim Projekt Bestiarium Construendum das archaisch Griechische, bei der Installation Mare Nocturnum die Renaissance und beim Projekt Princess for one day sind es die Stile Barock und Rokoko.

## Mitgliedschaften
- Grafia, finnischer Verband der Designer für visuelle Kommunikation
- Verband finnischer Bildhauer[19]
- Finnischer Illustratorenverband[19]
- Vereinigung der Moskauer Künstler[19]

## Buchillustrationen (Auswahl)
- 1997 Gondwanan lapset (schwedisch: På en ö i havet) (Autor: Alexis Kouros)
- 1997 Tupsu, the squirrel who was afraid (Autorin: Melody Carlson)
- 1998 Mina & Bär (Autorin: Sabine Jörg)
- 1998 Bärenweihnacht (Autorin: Brigitte Frey Moret)
- 1999 Parzival auf der Suche nach dem Gral, Nachdichtung von Wolfram von Eschenbach, (Autorin: Marit Laurin)
- 1999 Rodolfo kommt (Autor: Udo Weigelt)
- 2000 Der Adler und der Zaunkönig (Autorin: Jane Goodall)
- 2002 Porosenok Petr (Autorin: Ljudmila Petrushevskaja)
- 2015 När månen skrattade (Autorin: Milena Parland)

## Werke (Künstlerbücher)
- One Day. Moskau, 1982
- Hvalynsk. Hvalynsk, Moskau, 1988
- Holiday reading, Teneriffa, Helsinki, 2004
- They are watching me. Books 1 and 2., Helsinki, 2004–2005
- The boring book Nr.1, Helsinki, 2006

## Veröffentlichungen
- Alexander Reichstein: Ihmeotuksia & Ihmemuutoksia (Curious Creatures & Changes), Salo/Vaasa, 2007, ISBN 978-952-99735-6-9 (Online)
- Alexander Reichstein: Selected exhibitions & installations, Helsinki, 2019, ISBN 978-952-94-2264-7 (Online)

## Auszeichnungen
- 1997: Finlandia Junior, Nachwuchspreis für Kinder- und Jugendbücher[20]
- 1998: Topelius-Jubiläumsmedaille
- 2008: Finnischer Staatspreis für Kinderkultur[21]
- 2016: Preis der Schwedischen Literaturgesellschaft in Finnland[19]